# Presidente da Câmara dos Deputados do Brasil
O presidente da Câmara dos Deputados do Brasil é quem a representa nos pronunciamentos coletivos e o supervisor dos seus trabalhos e da sua ordem.

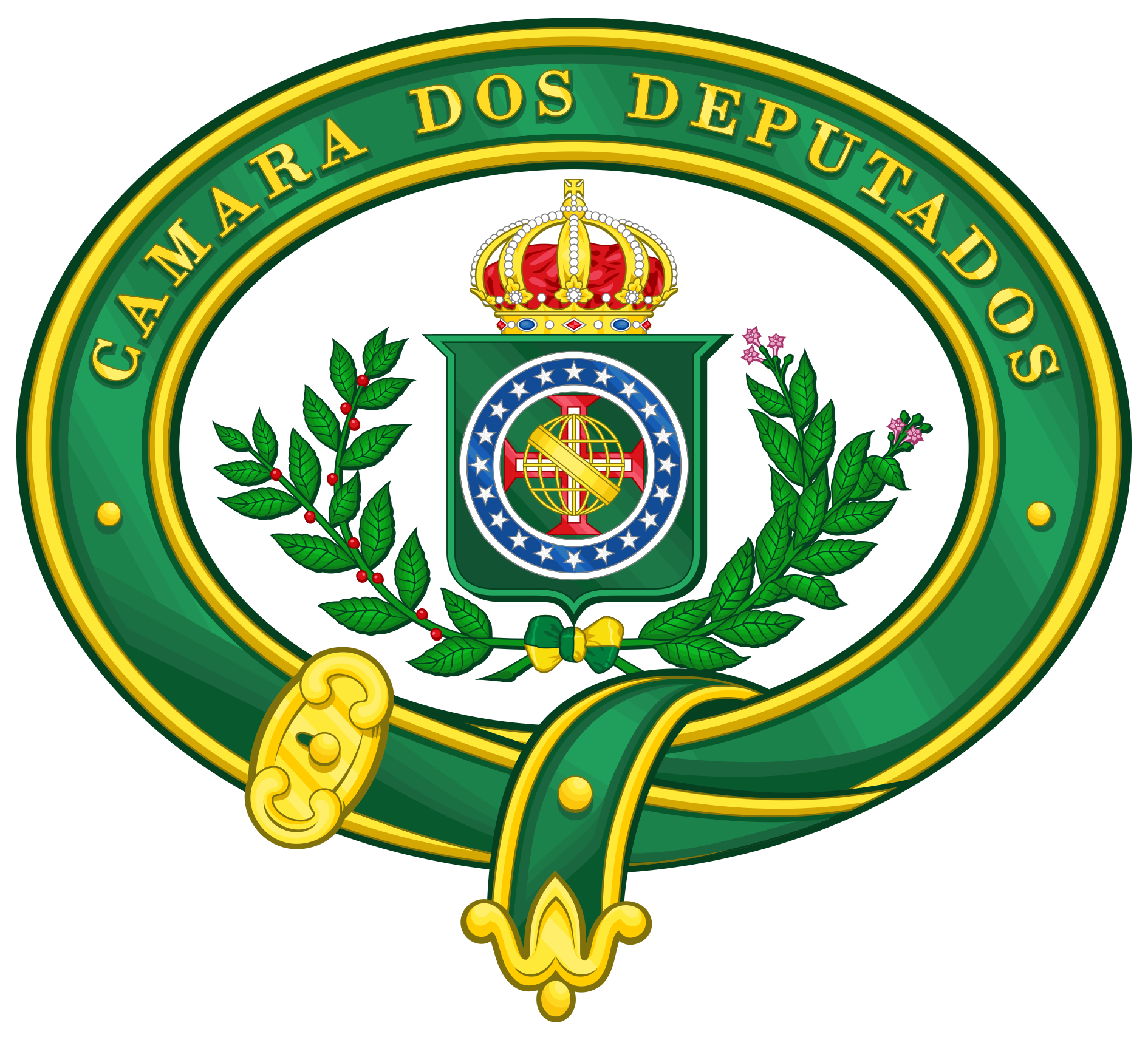
Símbolo da Câmara dos Deputados no período imperial.

Sua principal competência é deﬁnir a pauta de votações do Plenário e supervisionar todos os trabalhos da instituição. O Presidente da Câmara substitui o Presidente da República e integra o Conselho da República e o Conselho de Defesa Nacional.
Na medida em que os deputados são os representantes do povo brasileiro, o presidente da Câmara dos Deputados do Brasil é o primeiro entre os representantes do povo brasileiro. Entre as atribuições do presidente da Câmara, além do poder político e influência que exerce, é quem conduz os trabalhos legislativos e pauta as votações da Casa.
É eleito por votação através da eleição da Mesa da Câmara dos Deputados do Brasil entre os deputados federais. O mandato dos membros da Mesa, o que inclui o presidente da Câmara, é de dois anos; e a reeleição é proibida dentro da mesma legislatura.
O atual presidente da Câmara é o deputado Hugo Motta, do Republicanos da Paraíba, eleito em 2025.

## História
O primeiro presidente da Câmara no período imperial foi o deputado fluminense Luís Pereira na Nóbrega de Sousa Coutinho e no período republicano foi o deputado mineiro João da Mata Machado e, a partir da Nova República, foi o paulista Ulysses Guimarães.
A Câmara dos Deputados foi criada pela primeira Constituição brasileira de 1824. Imposta pelo imperador D. Pedro I, a Constituição do Império instituiu a Assembleia Geral Legislativa, composta pela Câmara dos Deputados, com 102 integrantes escolhidos em eleições indiretas, e pela Câmara dos Senadores, com 50 integrantes de mandato vitalício – membros da nobreza, da magistratura e do clero. Assim, o parlamento brasileiro já nasceu com o sistema bicameral que vigora até hoje.
A sessão de abertura da primeira legislatura da Assembleia Geral Legislativa ocorreu em 6 de maio de 1826, quando enfim os deputados e senadores puderam participar do processo legislativo brasileiro, três anos e meio após a proclamação da Independência do Brasil.
A criação do Legislativo se deu após um período turbulento. O imperador havia criado uma Assembleia Constituinte para elaborar a primeira Constituição brasileira, mas a dissolveu seis meses depois em razão dos confrontos com os deputados. 

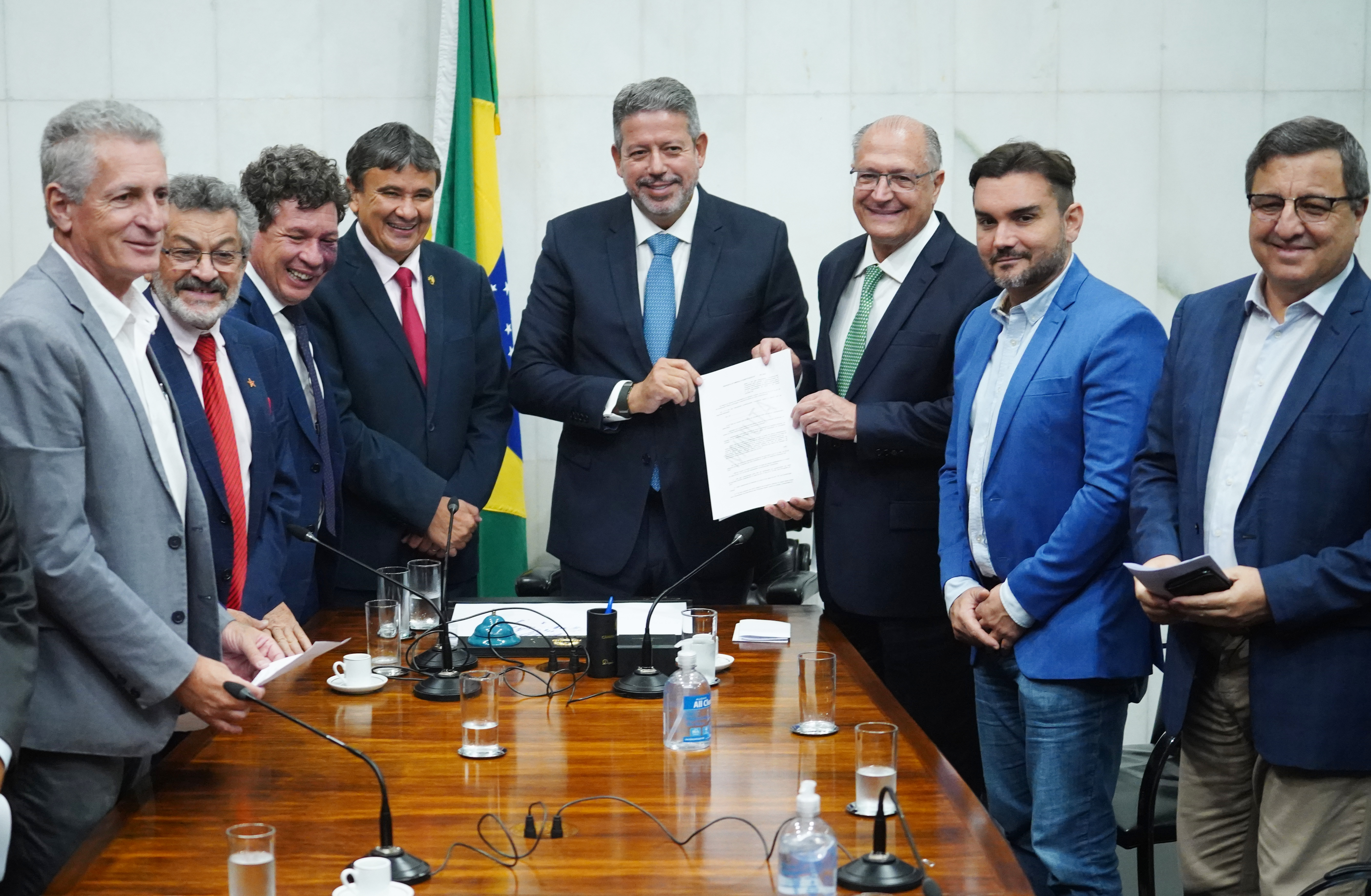
O vice-presidente Geraldo Alckmin entrega PEC da transição ao então presidente da Câmara dos Deputados, Arthur Lira (PP-AL).

O fim da monarquia e a Proclamação da República, em 1889, deram origem a um Congresso Constituinte, que promulgou a primeira Constituição republicana em 1891. Esta Carta deu às Casas do Poder Legislativo os nomes que conservam até hoje: o Congresso Nacional, composto de Câmara dos Deputados e Senado.
A duração do mandato dos deputados (ou seja, a legislatura) era de três anos, e a dos senadores, nove anos. A cada eleição de deputados, renovava-se um senador, que eram três por estado.
A Constituição de 1988, a sétima do Brasil, estabeleceu a atual configuração do Poder Legislativo. O número de deputados foi fixado em 513, eleitos pelo sistema proporcional de votos para mandatos de quatro anos, sendo no mínimo 8 e no máximo 70 por unidade federativa, em totais que variam conforme a população. Os senadores, três por unidade federativa e 81 no total, são eleitos pelo voto majoritário para mandatos de oito anos. A cada legislatura (quatro anos) são renovados um ou dois senadores por estado.

## Sucessão presidencial

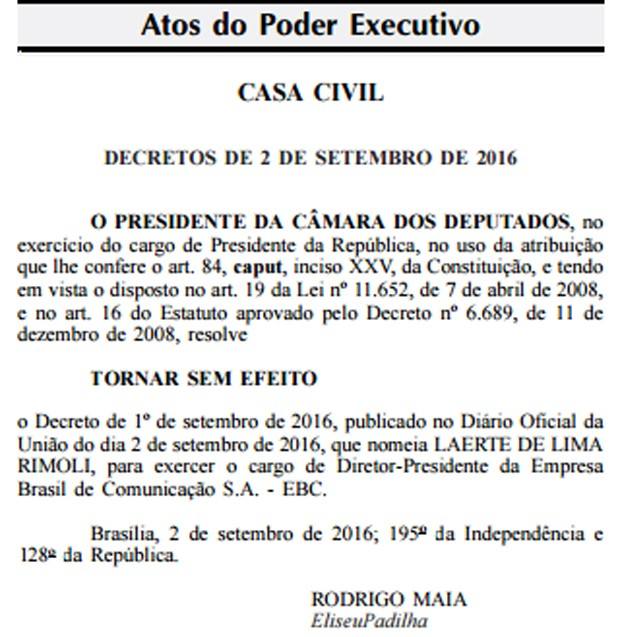
Um ato do titular do cargo no exercício de presidente da républica em 2016.

De acordo com a Constituição Brasileira, o presidente da Câmara dos Deputados é o segundo na linha de sucessão presidencial, sucedendo ao vice-presidente, em caso de impedimento ou vacância do cargo de Presidente da República.
Apenas duas vezes na história da república brasileira, o presidente da Câmara, assumiu definitivamente a presidência da República, sendo elas:
- Carlos Luz (1955): assumiu em virtude do afastamento de Café Filho por motivos de saúde.
- Ranieri Mazzilli (1961 e 1964): assumiu interinamente após a renúncia de Jânio Quadros, e posteriormente pela cassação de João Goulart.

## Atribuições

### Competência Geral

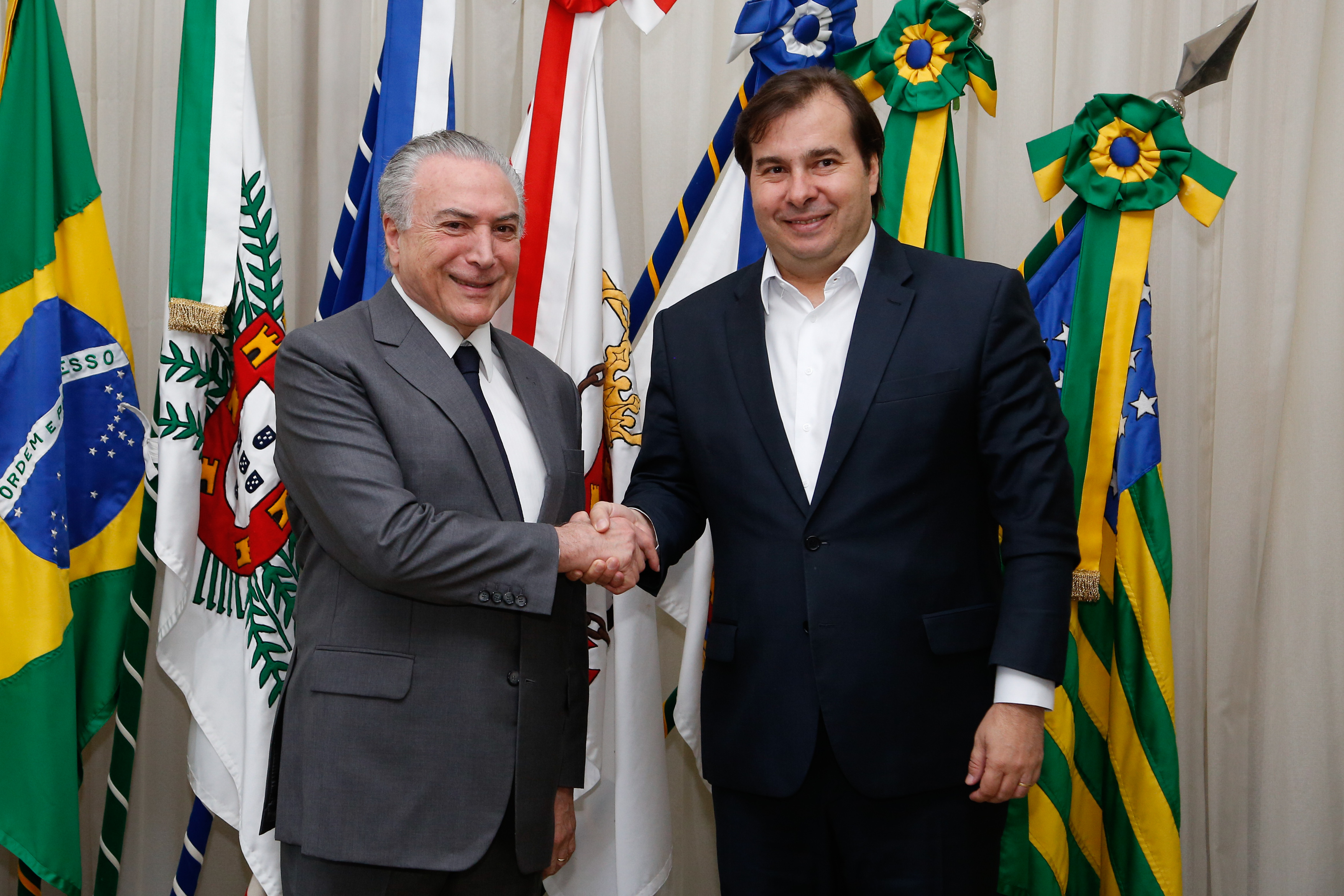
Rodrigo Maia assume o exercício da presidência de Michel Temer

- Substituir o presidente da República, em caso de impedimento ou ausência dele e do vice-presidente;
- Integrar os Conselhos da República e de Defesa Nacional;
- Decidir, juntamente com o presidente do Senado Federal, sobre a convocação extraordinária do Congresso Nacional, em caso de urgência;
- Dar posse e conceder licença aos deputados eleitos;
- Zelar pelo prestígio e decoro da câmara e pela dignidade e respeito às prerrogativas constitucionais de seus membros;

### Sessões e Mesa-diretora
- Convocar e presidir as sessões do Plenário;
- Definir a Ordem do Dia (pauta de votações) das sessões, bem como desempatar as votações;
- Manter a ordem da sessão;
- Distribuir matérias que dependem de parecer.

### Propostas legislativas e comissões
- Distribuir as propostas entre as comissões permanentes ou especiais;
- Devolver ao autor proposta que contrarie o Regimento Interno ou a Constituição Federal;
- Designar membros titulares e suplentes das comissões de trabalho, mediante comunicação dos líderes;
- Convocar as comissões permanentes para as eleições dos respectivos presidentes.[11]

## Privilégios ou prerrogativas do cargo
- Carro oficial: O presidente da Câmara dos Deputados tem direito a carro oficial com dois motoristas (em esquema de revezamento) à disposição.
- Gabinete exclusivo: Além do próprio gabinete como deputado federal, o presidente da Câmara tem direito a um gabinete exclusivo. As instalações são mais amplas que as de um gabinete comum e têm vista para a Praça dos Três Poderes, em Brasília. A assessoria de imprensa da Câmara não informou a área do local.
- Residência oficial: Enquanto parte dos deputados tem direito a apartamentos funcionais de até 200 metros quadrados, o presidente da Câmara dos Deputados tem a seu dispor uma casa de 800 metros quadrados de área construída na região conhecida como Lago Sul, uma das mais nobres de Brasília. A casa tem quatro quartos, escritório, sala de jantar e piscina.
- Viagens em aviões oficiais: O presidente da Câmara dos Deputados tem direito de viajar em aviões da FAB (Força Aérea Brasileira). Os aviões só poderão ser utilizados se as viagens atenderem os seguintes requisitos: motivo de segurança e emergência médica, viagens a serviço e deslocamento para o local de residência permanente do presidente. Caso o presidente opte por viajar em avião de carreira, a despesa será paga pela Câmara.
- Verbas para contratar funcionários: O presidente da Câmara tem direito a nomear 47 funcionários para o auxiliar no cargo. Juntos, os salários desses 47 funcionários custam R$ 4,2 milhões anualmente (doze salários, mais os valores referentes ao 13º salário).[12]